# Vincent Jay
Vincent Jay (Saint-Martin-de-Belleville, 18 de maio de 1985) é um biatleta francês, campeão olímpico e hexa-mundial. 

## Carreira
Vincent Jay representou seu país nos Jogos Olímpicos de 2010, na qual conquistou a medalha de ouro, no individual, na velocidade 10km e no e bronze na perseguição de 12,5km. 